# Mollia circumcincta
Mollia circumcincta är en mossdjursart som först beskrevs av Heller 1867.  Mollia circumcincta ingår i släktet Mollia och familjen Microporidae. Inga underarter finns listade i Catalogue of Life.